# NK Zrmanja Obrovac
NK Zrmanja je nogometni klub iz grada Obrovca. U sezoni 2019./20. se natječe u 2. ŽNL Zadarska.
Klub je osnovan 1926. godine. Osnovali su ga Ante Festini i Božidar Miodrag. Nakon završetka 2. svjetskog rata klub se obnavlja i dugo vremena nosi ime "Zrmanja", Od 1968. do 1972. se naziva "Jadral", te igra i u Dalmatinskoj ligi. 1972. godine se privremeno gasi, a obnavlja se 1986. pod nazivom "Rudar". Klub od 1991. više nije djelovao, a od 2007. ponovo se natječe.

## Vanjske poveznice
- (engl.) sofascore.com, NK Zrmanja Obrovac